# Birth of the Cool
Birth of the Cool – zbiorczy album, na który złożyły się nagrania dokonane przez Milesa Davisa i jego Nonet pomiędzy styczniem 1949 a marcem 1950 i wydane przez firmę nagraniową Capitol w całości dopiero w 1957 r.

## Historia i charakter albumu
Początku Nonetu można się doszukać w małej grupie muzyków, którzy spotykali się w połowie 1947 r. w mieszkaniu aranżera Gila Evansa. Miles Davis był w tym czasie muzykiem Kwintetu Charliego Parkera i był bezpośrednio zaangażowany w nadanie koncepcjom Evansa muzycznego kształtu. Obaj spotkali się, gdy Evans poprosił o pozwolenie zaaranżowania kompozycji Milesa „Donna Lee” dla Claude Thornhill Orchestra. Thornhill nagrał tę kompozycję w listopadzie 1947 r.
Grupa Davisa zaczęła realizować te nowe współprzenikające się idee. Przede wszystkim rozwinięto szczególny sposób pisania, który zachowywał świeżość i bezpośredniość improwizowanej muzyki, która zachowała niektóre elementy bebopu, zwłaszcza ze stylu w jakim grał Parker i łączyła to z nowymi praktykami – lekką, pozbawioną wibrata tonalnością i bardziej subtelnym od bopowców podejściem do rytmu. Starano się także nawet poszerzyć kolorystyczną i strukturalną paletę dużych orkiestr i zastosować ją w małych grupach. Głównym celem było stworzenie zrównoważonej, płynnej integracji pomiędzy elementami napisanymi i improwizowanymi w dużo większym stopniu niż robiono to w bopie. Szczególna aranżacja prowadziła improwizującego muzyka i równocześnie „zakotwiczała” go, tak iż spodziewano się, że solista rozwiąże tę improwizację w ścisłym odniesieniu do następującego po niej napisanego segmentu utworu.
Utwory składające się na ten album zostały nagrane przez grupę, która przeszła do historii muzyki jako Miles Davis Nonet. Chociaż wszystkie nagrania dokonane przez Nonet – czyli zaledwie jedenaście – zostały wydane dopiero w 1957 r., to wcześniej część z nich została wydana na singlach a wreszcie osiem utworów wydano na 10-calówce (longplay jeszcze nie został wynaleziony) Capitolu w serii Classics in Jazz pod katalogowym numerem H-459.
Nagrania te okazały się tak wyprzedzać swój czas, że nawet wydanie ich w całości dopiero w 1957 r. nic im nie zaszkodziło. Wziąwszy także pod uwagę stosunkowo małą liczbę nagrań, jak i bardzo małą liczbę koncertów danych przez Nonet – niezwykły wpływ jaki miały te nagrania jest zadziwiający. Wpłynęły one na dalszy rozwój Davisa jako muzyka, na pianistę jego Nonetu Johna Lewisa, aranżera Gila Evansa, na małe grupy jazzowe lat 50. i 60. XX wieku i na cały jazzowy ruch Zachodniego Wybrzeża. Korzystano z tych nagrań wybierając z nich poszczególne elementy lub wykorzystywano całą filozofię, która doprowadziła do tych nagrań.
Chociaż nowojorska publiczność nie wyłapała jeszcze rewolucyjności tych nagrań, to muzycy błyskawicznie zauważyli piękno, kreatywność i spokojny rewolucyjny charakter muzyki Nonetu.
W ciągu dwu następnych lat, czyli na przełomie lat 40. i 50. XX wieku kwartet Mulligana z Chetem Bakerem wykonywał już nową muzykę z wielkim sukcesem, od 1951 r. w nowym stylu zaczęła grać aranżowana przez Shorty’ego Rogersa Stan Kenton Orchestra i w jeszcze większym stopniu jego mała grupa The Giants, która przeniosła nowe idee na Zachodnie Wybrzeże.
Doświadczenia z Nonetu zostały przeniesione przez jego pianistę Johna Lewisa do Modern Jazz Quartet.

## Muzycy
Nonet 1 [21 stycznia 1949]
- Miles Davis – trąbka
- Kai Winding – puzon
- Junior Collins – róg
- John Barber – tuba
- Lee Konitz – saksofon altowy
- Gerry Mulligan – saksofon barytonowy
- Al Haig – pianino
- Joe Shulman – kontrabas
- Max Roach – perkusja

Nonet 2 [22 kwietnia 1949]
- Miles Davis – trąbka
- J.J. Johnson – puzon
- Sandy Siegelstein – róg
- John Barber – tuba
- Lee Konitz – saksofon altowy
- Gerry Mulligan – saksofon barytonowy
- John Lewis – pianino
- Nelson Boyd – kontrabas
- Kenny Clarke – perkusja

Oktet + [9 marca 1950]
- Miles Davis – trąbka
- J.J. Johnson – puzon
- Gunther Schuller – róg
- John Barber – tuba
- Lee Konitz – saksofon altowy
- Gerry Mulligan – saksofon barytonowy
- Al McKibbon – kontrabas
- Max Roach – perkusja
- Kenny Hagood – wokal (tylko w Darn That Dream)

## Spis utworów
| 1.  | Move (Denzil Best)                           | 2:32  |
|     |                                              |       |
| 2.  | Jeru (Gerry Mulligan)                        | 3:10  |
|     |                                              |       |
| 3.  | Moon Dreams (Chummy MacGregor/Johnny Mercer) | 3:17  |
|     |                                              |       |
| 4.  | Venus de Milo (Gerry Mulligan)               | 3:10  |
|     |                                              |       |
| 5.  | Budo (Bud Powell/Miles Davis)                | 2:32  |
|     |                                              |       |
| 6.  | Deception (Miles Davis)                      | 2:45  |
|     |                                              |       |
| 7.  | Godchild (George Wallington)                 | 3:07  |
|     |                                              |       |
| 8.  | Boplicity (Cleo Henry)                       | 2:59  |
|     |                                              |       |
| 9.  | Rocker (Gerry Mulligan)                      | 3:03  |
|     |                                              |       |
| 10. | Israel (Johnny Carisi)                       | 2:15  |
|     |                                              |       |
| 11. | Rouge (John Lewis)                           | 3:13  |
|     |                                              |       |
| 12. | Darn That Dream (Delange/Van Heusen)         | 3:26  |
|     |                                              |       |
|     |                                              | 35:29 |
|     |                                              |       |

## Aranżacje
- Gerry Mulligan – „Godchild”, „Venus de Milo”, „Rocker”, „Darn That Dream”
- John Lewis – „Move”, „Budo”, „Rouge”
- Johnny Carisi – „Israel”
- Miles Davis – „Deception”
- Gil Evans – „Boplicity”, „Moon Dreams”

## Opis płyty

### Płyta analogowa (winylowa)
- Producent – Walter Rivers i Pete Rugolo
- Data nagrania – 21 stycznia 1949 (1, 2, 5, 7); 22 kwietnia 1949 (4, 8, 10, 11); 9 marca 1950 (3, 6, 9, 12)
- Miejsce nagrania – Nowy Jork
- Długość – 34 min. 9 sek

### Wznowienie na CD
- Producent – Franko Caligiuri
- Opracowanie artystyczne – Franko Caligiuri